# Antoine Cauchie
Antoine Cauchie, latinisiert Antonius Caucius (* 1535; † 1600) war ein französischer Romanist und Grammatiker.

## Leben und Werk
Antoine Cauchie stammte aus der Pikardie. 1566 ging er als Protestant ins Exil und wurde Französischlehrer der Kinder von Heinrich Rantzau, später von Friedrich II. (Schleswig-Holstein-Gottorf) und Philipp (Schleswig-Holstein-Gottorf). In dieser Eigenschaft war er 1570, sowie von 1582 bis 1585, in Heidelberg.
Cauchie ist vor allem bekannt für seine 1570 zuerst erschienene lateinisch geschriebene Grammatik des Französischen. Sie erlebte bis 1586 fünf Auflagen und wurde 2001 mit französischer Übersetzung neu herausgegeben.

## Werke
- Antonii Caucii grammatica gallica suis partibus absolutior quam ullus ante hune diem ediderit, Paris 1570, Basel 1570
- Antonii Caucii Grammatica Gallica in 3. lib. distributa. Ad Micolaum à Buckvvddum dedica Cum auctoris Epistola ad Martinum Barnecovium nobilem Danum, de sua grammatica, & prosodia Gallicana, Antwerpen 1576, 1578
- Antonii Caucii Grammaticae gallicae libri tres, ad illustrissimos Holsatiae Duces. Grammatica, per me celtarum celebrat quoque Cimbria linguam, in patria illustres quam didicere Duces, Straßburg 1586
- Grammaire française (1586), hrsg. von Colette Demaizière, Paris 2001 (lateinisch und französisch)
- Rudimenta Etymologiae Latinæ Quibus Rudiora Vocum Accidentia Explanantur Opera Antonii Caucii, Antwerpen 1581